# Euprotomus
Euprotomus is een geslacht van weekdieren uit de klasse van de Gastropoda (slakken).

## Soorten
- Euprotomus aratrum (Röding, 1798)
- Euprotomus aurisdianae (Linnaeus, 1758)
- Euprotomus aurora Kronenberg, 2002
- Euprotomus bulla (Röding, 1798)
- Euprotomus chrysostomus (Kuroda, 1942)
- Euprotomus hawaiensis (Pilsbry, 1917)
- Euprotomus iredalei (Abbott, 1960)
- Euprotomus vomer (Röding, 1798)